# 山王下
山王下（さんのうした）は、東京都多摩市の地名。現行行政地名は山王下一丁目及び山王下二丁目。郵便番号は206-0042。

## 地理
多摩市西部に位置し、多摩センター駅付近に位置する閑静な住宅街。

### 周辺エリア
- 中沢
- 鶴牧
- 愛宕
- 落合

## 世帯数と人口
2018年（平成30年）1月1日現在の世帯数と人口は以下の通りである。
| 丁目         | 世帯数  | 人口  |
| ------------ | ------- | ----- |
| 山王下一丁目 | 550世帯 | 707人 |

## 小・中学校の学区
市立小・中学校に通う場合、学区は以下の通りとなる。
| 丁目         | 番地 | 小学校               | 中学校             |
| ------------ | ---- | -------------------- | ------------------ |
| 山王下一丁目 | 全域 | 多摩市立大松台小学校 | 多摩市立鶴牧中学校 |
| 山王下二丁目 | 全域 | 多摩市立大松台小学校 | 多摩市立鶴牧中学校 |

## 交通
- 主に京王バスだが、至近にある多摩センター駅からは、多摩モノレールや、小田急多摩線、京王相模原線が利用可能。

## 施設
- 南多摩看護専門学校
- 東京都水道局多摩山王下庁舎
- 山王下公園
- 野村総合研究所